# Катастрофа Boeing 707 на Монблані
Катастрофа Boeing 707 на Монблані — авіаційна катастрофа, що відбулася в понеділок 24 січня 1966 року на горі Монблан. Boeing 707—437 авіакомпанії Air-India виконував пасажирський рейс з Бейрута в Женеву, коли на підході до аеропорту призначення врізався у гору та повністю зруйнувався, при цьому загибло 117 чоловік.

## Літак
Boeing 707—437 з заводським номером 18055 та серійним 200 був виданий в квітні 1961 року, а 18 квітня отримав льотний сертифікат. Далі лайнер був проданий Air-India, де 4 травня отримав реїстраційний номер VT-DMN та ім'я कंचनजंगा (хінді Канченджанга). На ньому були установлені 4 турбовентиляторных двигателі Rolls-Royce 508 Conway ruen. Загальний наліт борту VT-DMN становив 16 188 годин, з них з моменту перевірки A (кожні 150 годин) — 12 годин 35 хвилин, а з моменту перевірки V (кожні 6000 годин) — 1934 години. У ході перевірок по літаку не було виявлено яких-небудь помічений, ніяких пригод з даним бортом не було.